# Piz Linard (Lantsch/Lenz)
Piz Linard är en bergstopp i Schweiz.   Den ligger i regionen Albula och kantonen Graubünden, i den östra delen av landet, 170 km öster om huvudstaden Bern. Toppen på Piz Linard är 2 768 meter över havet, eller 95 meter över den omgivande terrängen. Bredden vid basen är 0,49 km.
Terrängen runt Piz Linard är huvudsakligen bergig. Närmaste större samhälle är Chur, 17,3 km norr om Piz Linard. 
I omgivningarna runt Piz Linard växer i huvudsak barrskog. Runt Piz Linard är det glesbefolkat, med 14 invånare per kvadratkilometer.